# Alain Convard
Alain Convard, född 16 januari 1947, död 6 augusti 1974, var en fransk bågskytt. Han deltog vid olympiska sommarspelen 1972.